# Symmachia aconia
Symmachia aconia is een vlindersoort uit de familie van de prachtvlinders (Riodinidae), onderfamilie Riodininae.
Symmachia aconia werd in 1876 beschreven door Hewitson.